# Asyneuma japonicum
Asyneuma japonicum är en klockväxtart som först beskrevs av Friedrich Anton Wilhelm Miquel, och fick sitt nu gällande namn av John Isaac Briquet. Asyneuma japonicum ingår i släktet Asyneuma och familjen klockväxter. Inga underarter finns listade i Catalogue of Life.

## Bildgalleri

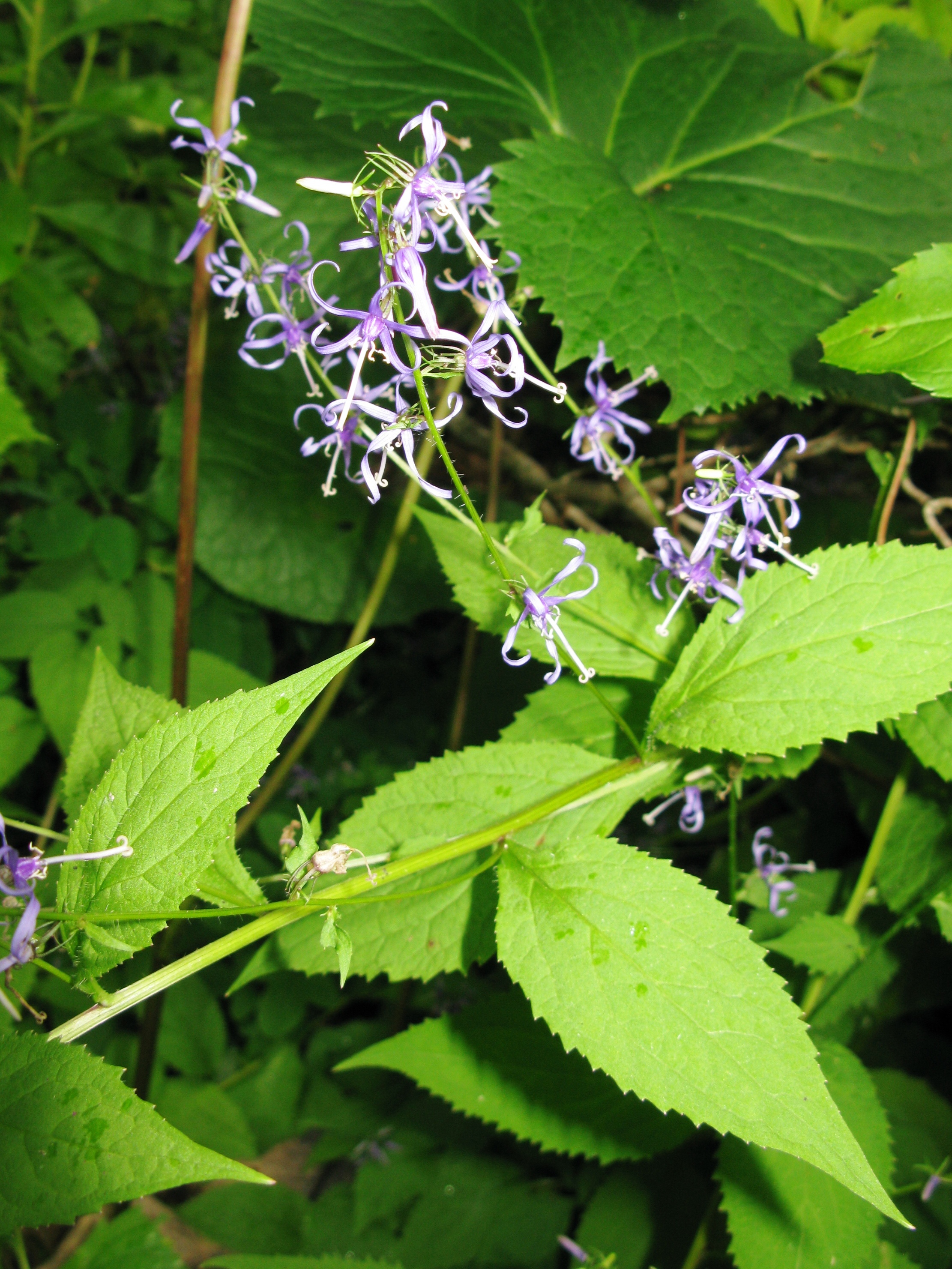